# Christoph von Münchhausen
Christoph von Münchhausen († 1565) war um 1558–60 dänischer Statthalter in Estland.
Seine Eltern waren Johann von Münchhausen zu Haddenhausen aus der weissen Linie der Familie Münchhausen und Anna von Wettberg. Zu seinen Geschwistern zählte Johann von Münchhausen, Bischof von Ösel-Wiek und Bischof von Kurland.
Nachdem sein Bruder 1541 Bischof von Kurland und ab 1542 Bischof von Ösel-Wiek und somit also neben der geistlichen Funktion zugleich regierender Fürst von zwei Teilterritorien der Livländischen Konföderation geworden war, hatte Christoph in Livland Lehngüter vom dänischen König Christian III. erhalten, dessen Interessen die Brüder verfochten. Von 1557 bis 1561 war er Stiftsvogt des Bistums Ösel-Wiek, also weltlicher Verwalter eines der beiden Stiftsländer seines Bruders.
Nachdem im Januar 1558 mit dem russischen Einfall Iwans des Schrecklichen der Livländische Krieg begann, tagten im Juni 1558 die livländischen Stände in Dorpat. Dort setzte sich Münchhausen dafür ein, sich um Hilfe an Dänemark – und nicht an die näheren Reiche Polen-Litauen oder Schweden – zu wenden. Nachdem die Stände jedoch Schweden um Unterstützung baten, eroberte er im Namen des dänischen Königs die Stadt und die Ordensburg Reval. Er wurde Statthalter in Estland und erhielt vom Landkomtur zu Reval das nahe Reval gelegene Schloss Kolck, übernahm es für den König von Dänemark und erhielt es von diesem zu Lehen.
1559 verkaufte er, namens seines Bruders Bischof Johann, dessen Stifte Ösel-Wiek und Kurland, die Johann säkularisiert hatte, an den König Friedrich II. von Dänemark, der sie seinem Bruder Magnus übergab. 1560 schlug er einen Bauernaufstand vor der Bischofsburg Lohde nieder.
Nachdem Bischof Johann bereits 1559 Kurland verlassen hatte und nach Kopenhagen gegangen war, muss sein Bruder – nach dem Schwinden des dänischen Einflusses in Livland und Estland – bald danach auf den elterlichen Besitz nach Haddenhausen bei Minden zurückgekehrt sein. 1561 wurde Kurland in der Union von Wilna durch Polen an den neuen Herzog Gotthard Kettler übergeben. Estland unterstellte sich 1561 der schwedischen Herrschaft.
1559 war Christoph von Münchhausen als gräflicher Landdrost des Otto IV. von Holstein-Schaumburg beteiligt an der Einführung der Reformation in der Grafschaft Schaumburg. Sein Vater Johann von Münchhausen war noch ein Verfechter des Katholizismus gewesen und hatte deswegen bewaffnete Konflikte mit der Stadt Minden angezettelt, die 1530 mit seiner Niederlage und der Zerstörung der Burg Haddenhausen endeten. Erst 1553 baute Christoph das Schloss wieder auf, wodurch der Besitz jedoch mit Schulden belastet war, weshalb sein Sohn Heinrich das Gut 1602 an einen Vetter verkaufen musste.
Unter Otto IV. von Holstein-Schaumburg hatte Christoph bereits früher gegen die Türken und mit den Spaniern gegen die Niederlande gekämpft; er war befreundet mit dem Söldnerführer Georg von Holle, der sich 1565, nach Christophs Tod, für seine Schulden verbürgte. Holle war auch Waffengefährte des Söldnerführers Hilmar von Münchhausen, eines Vetters aus der schwarzen Linie der Familie.
Christoph war verheiratet mit Adelheid von Behr und hatte mit ihr vier Kinder:
- Heinrich (* nach 1550; † 1617) ⚭ I. Dorothea von Uslar a.d.H. Waake, ⚭ II. Anna Maria von Hake a. d. H. Bodenwerder; er verkauft 1602 Haddenhausen an seinen Vetter Curt, einen Sohn von Hilmar von Münchhausen; seit 1609 auf Groß Eickel bei Blasheim.
- Jutta ⚭ Johann von Bothmer a.d.H. Lauenbrück
- Ilse ⚭ Ludolf Ernst von Klencke, Domdechant zu Verden
- Katharina ⚭ Dietrich von Dincklage auf Dinklage